# گمینا شویدنگتسا (استان لوبوسکی)
گمینا شویدنگتسا (استان لوبوسکی) (به لهستانی:  Gmina Świdnica) یک گمینا در لهستان است که در شهرستان ژیلونا گورا واقع شده‌است.
 گمینا شویدنگتسا ۱۶۰٫۸ کیلومتر مربع مساحت و ۵٬۷۶۹ نفر جمعیت دارد.